# Region San’yō
Region San’yō (jap. 山陽地方 San’yō-chihō) – region w południowej części wyspy Honsiu, w Japonii

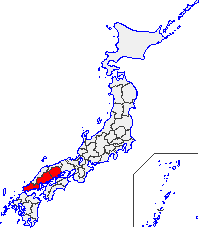
Region San’yō

Region zajmuje powierzchnię południowej części regionu Chūgoku leżącej nad Morzem Wewnętrznym Seto. 
Słowo san’yō (山陽) oznacza „południową, słoneczną stronę gór”. Natomiast san’in (山陰) – „północną, zacienioną stronę gór” i tak nazywa się region San’in po północnej stronie gór Chūgoku. Regiony San’in i San’yō tworzą łącznie region Chūgoku, który jest także nazywany San’in-San’yō-chihō.
Powyższe słowa i nazwy obu regionów w Japonii pochodzą od pojęcia „yin i yang” z chińskiej filozofii, wyrażonego tradycyjnymi znakami 陰陽 lub w uproszczonym piśmie chińskim 阴阳. Znaki tradycyjne, obowiązujące w Japonii, czyta się po japońsku in-yō. Znaki te po chińsku czyta się yīnyáng.
W skład regionu wchodzą tereny prefektur: Okayama, Hiroshima i Yamaguchi, czasami wliczana jest również Harima w prefekturze Hyōgo. 